# Рагунатан, Махавир
Махавир Рагунатан (англ. Mahaveer Raghunathan; род. 17 ноября 1998 года, Ченнаи, Индия) — индийский автогонщик, выступавший в серии ФИА Формула-2 за команду MP Motorsport под голландской гоночной лицензией. Многими считается слабейшим пилотом за всю историю этой гоночной серии. «Результаты» Рагунатана спровоцировали активную дискуссию на тему лицензирования пилотов для участия в крупных международных соревнованиях.

## Карьера
Начал свою гоночную карьеру в картинге в 2012 году, где он выступал до 2013 года. В том же году провел 4 гонки в серии JK Racing Asia за команду Meco Racing. В 2013 году Рагунатан принял участие в гонке MRF Challenge Formula 1600, заняв шестое место. Он также принял участие в заключительном гоночном уик-энде серии Formula Masters China в Шанхае за команду KCMG Cebu Pacific Air, финишировав в трех гонках 14-м, 15-м и 12-м соответственно.
В 2014 году Рагунатан перешел в Итальянский чемпионат F4, где занял 12 место в чемпионате, ни разу не поднимаясь на финише выше 6 места. Результаты в Евросерии Ф3 2015 года оказались ещё более низкими: лучшим результатом на финише оказалось 20 место на Норисринге. В 2016 году занял второе место в первенстве Auto GP, а в 2017 году стал победителем BOSS GP Series в формульном классе. Однако, в 2016 году Махавир был всего лишь одним из двух пилотов, принявших участие во всех этапах умирающей гоночной серии. А BOSS GP представляет собой любительское первенство, где выступают на устаревшей гоночной технике. Результаты Рагунатана в более серьёзной серии GP3 оказались куда как скромнее: ни в одной из своих гонок ему не удалось заехать на финише даже в Топ-20.
Тем не менее, в 2019 году Рагунатан принял участие в чемпионате Формулы-2 2019 года за команду MP Motorsport. Результаты Рагунатана оказались настолько плохими, что вызвали активную дискуссию среди задействованных в чемпионате лиц: каким образом пилот, очевидно не соответствующий международному уровню, смог получить право на участие в чемпионате. В квалификационных заездах его отставание исчислялось секундами от ближайших соперников; в гонках, порой, Рагунатан показывал даже более низкую скорость, чем пилоты Формулы-3. Сезон Рагунатана был отмечен многочисленными ошибками и штрафами. Во Франции гонщик был подвергнут дисквалификации за перебор штрафных баллов (уникальный случай в истории гоночной серии). Тем не менее, на заключительном этапе сезона Махавир вновь заработал перебор штрафных баллов и смог принять участие в гонке лишь из-за «дыры» в правилах: дисквалификация на 1 этап согласно ним, несмотря на то, что очередной штраф был получен на тренировочных заездах, могла вступить в силу лишь со следующего этапа. В Монце, где после гибели Антуана Юбера стартовало лишь 17 пилотов, Рагунатан смог заработать единственное в сезоне очко за 10 место. Тем самым, опередив в чемпионате Татьяну Кальдерон. Однако, в тех гонках сезона, где они вместе добирались до финиша, индийцу лишь раз удалось опередить девушку на финише. В итоге, места в сезоне 2020 Рагунатану не нашлось ни в одной из команд.
Однако, в 2021 году он смог провести тесты за рулем машины Формулы-1 в составе команды Альфа Ромео. Участвовавшему в тестах вице-чемпиону Формулы-3 Тео Пуршеру Рагунатан проиграл более 2 секунд.
В 2023-м году провел сезон в Итальянском чемпионате GT Endurance. По ходу сезона, смог заработать первый подиум в в своей профессиональной карьере и занять 6 место в чемпионате в классе GT3 Pro-Am.

## Результаты выступлений

### ФИА Формула-2
| Сезон | Команда       | 1          | 2          | 3          | 4          | 5          | 6          | 7          | 8            | 9          | 10         | 11         | 12         | 13         | 14         | 15         | 16         | 17        | 18        | 19         | 20         | 21         | 22         | 23           | 24         | Место | Очки |
| ----- | ------------- | ---------- | ---------- | ---------- | ---------- | ---------- | ---------- | ---------- | ------------ | ---------- | ---------- | ---------- | ---------- | ---------- | ---------- | ---------- | ---------- | --------- | --------- | ---------- | ---------- | ---------- | ---------- | ------------ | ---------- | ----- | ---- |
| 2019  | MP Motorsport | САХ ГОН 18 | САХ СПР 19 | БАК ГОН 11 | БАК СПР 13 | КАТ ГОН 16 | КАТ СПР 19 | МОН ГОН 15 | МОН СПР Сход | ЛЕК ГОН 12 | ЛЕК СПР 18 | РБР ГОН ДК | РБР СПР ДК | СИЛ ГОН 15 | СИЛ СПР 18 | ХУН ГОН 17 | ХУН СПР 19 | СПА ГОН О | СПА СПР О | МОН ГОН 10 | МОН СПР 13 | СОЧ ГОН 17 | СОЧ СПР 17 | ЯСМ ГОН Сход | ЯСМ СПР 15 | 20    | 1    |